# Claes Nilholm
Claes Jöran Nilholm, född 25 april 1957, är en svensk forskare och professor emeritus i pedagogik med inriktning mot specialpedagogik vid Uppsala universitet.
Under sin karriär har han givit ut böcker såsom Perspektiv på specialpedagogik (2003), böcker inom universitet, högskola och kompetensutveckling och ett flertal forskningsartiklar. År 2018 utgavs boken En inkluderande skola – möjligheter, hinder och dilemman. År 2011 deltog han i en intervju med Bengt Persson angående bra skolor ur ett specialpedagogiskt perspektiv. 

## Bakgrund
Nilholm är uppvuxen i Stockholm, men är numera bosatt i Skåne. Han har arbetat vid Högskolan i Jönköping och Malmö högskola. Hans nuvarande arbetsplats är Uppsala universitet.